# Distretto di Sannohe
Il distretto di Sannohe (三戸郡, Sannohe-gun?) è uno dei distretti della prefettura di Aomori, in Giappone.
Attualmente fanno parte del distretto i comuni di Gonohe, Hashikami, Nanbu, Sannohe, Shingō e Takko.
| Controllo di autorità | VIAF (EN) 152495605 · LCCN (EN) n84127567 · J9U (EN, HE) 987007567023005171 · NDL (EN, JA) 00410101 |